# Doris Schneider
Doris Schneider (* 9. September 1934 in Berlin; † 21. Februar 2011 ebenda), geborene Hartwig, war eine deutsche Politikerin der SPD.
Schneider studierte Geschichte und Germanistik an der Freien Universität Berlin, das Studium schloss sie 1960 mit dem Staatsexamen ab. 1972 trat sie in die SPD ein und beschäftigte sich vor allem mit schulpolitischen Themen. Sie wurde 1979 in die Bezirksverordnetenversammlung Reinickendorf gewählt und wechselte 1985 in das Abgeordnetenhaus von Berlin, dem sie bis 1995 angehörte. Ab 1982 war sie Mitglied des Landesvorstandes und bis 1986 auch des Parteirates der SPD.
Doris Schneider war unter anderem Mitglied der Arbeiterwohlfahrt und des Kuratoriums des Lette-Vereins. Sie war verheiratet und hatte zwei Kinder. Im Februar 2011 starb sie nach langer schwerer Krankheit.